# Outre-mer La 1ère
Outre-mer La 1ère (alternative Schreibweise: Outre-mer La Première; gelegentlich abgekürzt: Outre-mer La 1re bzw. La 1re) ist eine öffentlich-rechtliche Rundfunkanstalt für die Überseegebiete Frankreichs. Der Sitz der Rundfunkanstalt befindet sich in Malakoff nahe Paris. Gesendet werden Nachrichten, Bildung und Unterhaltung.
Der Sender bedient über Satellit folgende Gebiete mit zehn Fernseh- und zehn Radioprogrammen:
- Guadeloupe
- Französisch-Guayana
- Martinique
- Mayotte
- Neukaledonien
- Französisch-Polynesien
- La Réunion
- Saint-Pierre und Miquelon
- Wallis und Futuna

Im Übrigen strahlt der Sender auch das multikulturelle Fernsehprogramm France Ô aus, das hauptsächlich eine Mischung der Überseemagazine für die Migranten in Frankreich ist.
Die früher selbständige Anstalt gehört seit Juli 2004 zur Gruppe France Télévisions.

## Logos

Logos der Rundfunkanstalt
Ehemaliges Logo
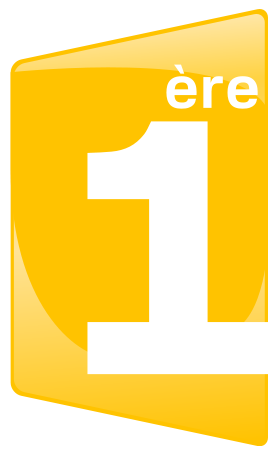
Ehemaliges Logo
Aktuelles Logo
Aktuelles alternatives Logo

Logos der überseeischen Programme
Guadeloupe La 1ère
Guyane La 1ère
Martinique La 1ère
Mayotte La 1ère
Nouvelle-Calédonie La 1ère
Polynésie La 1ère
Réunion La 1ère
Saint-Pierre-et-Miquelon La 1ère
Wallis-et-Futuna La 1ère